# Cathédrale Notre-Dame-de-l'Assomption de Tuam
Cette  cathédrale ne doit pas être confondue avec une autre cathédrale de Tuam.
 D’autres cathédrales portent le nom de cathédrale Notre-Dame-de-l'Assomption.
La cathédrale Notre-Dame-de-l’Assomption de Tuam est une cathédrale catholique irlandaise. Elle est depuis sa consécration en 1837 le siège de l’archidiocèse de Tuam, qui couvre pour moitié le comté de Galway et pour moitié celui de Mayo.

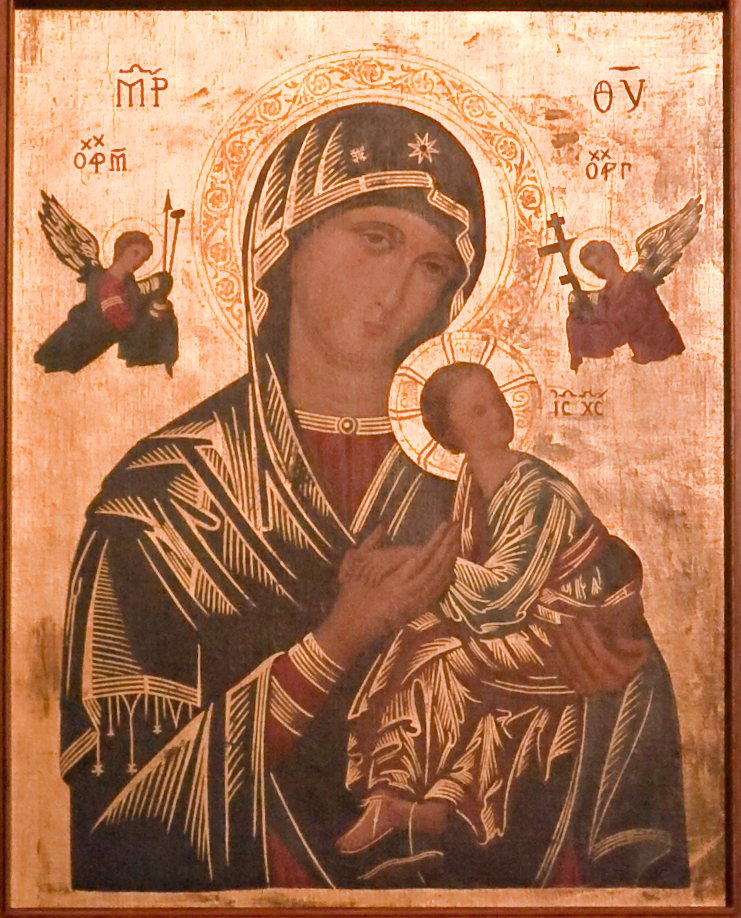
Icône de Notre-Dame du Perpétuel Secours.

## Histoire

### Origines
La cathédrale est construite grâce aux efforts de l’archevêque Oliver O'Kelly (de 1815 à 1834), qui fait un rassemblement le 18 mars 1827 pour discuter de la possibilité de construire une nouvelle cathédrale pour le diocèse ; cette réunion est tenue dans la première église catholique de Tuam après la réforme, construite en 1783. La décision est prise de construire la cathédrale :

« It is the unanimous and decided opinion of the meeting that the erection of a spacious and commodious Catholic Cathedral in the Metropolitan See of Tuam is expedient and necessary, not only as a tribute justly due to our religion, but also with a view to the comfort and convenience as well as of the parishioners as the numerous strangers who occasionally attend at the celebration of the Divine Mysteries in this town. »

« La décision prise à l’unanimité de ce rassemblement est que la construction d’une spacieuse et plus commode cathédrale catholique dans l’aire métropolitaine de Tuam est urgente et nécessaire, pas seulement en tant qu’hommage justement dû à notre religion, mais aussi avec une volonté de confort et de respect autant pour nos paroissiens que pour les nombreux visiteurs de passage qui assistent aux messes des Mystères Divins dans cette ville. »

Le site est négocié à l’origine sur la base d’une location, et William Henry Handcock de Carrintrily accepte le 10 février 1830 de le laisser pour un loyer annuel d’un shilling symbolique. En 1897, le capitaine Quintin Dick acquiert la propriété de Handcock et le 7 août 1897, il promet de le laisser à l’archevêque John MacEvilly (1881–1902) et ses successeurs pour toujours, à ce même loyer.

### Architectes
L’architecte initial est Dominic Madden, qui avait également conçu les cathédrales de Ballina et d’Ennis. La cathédrale de Tuam est aujourd’hui reconnue non seulement comme l’un des plus beaux exemples d'architecture néogothique précoce en Irlande, mais surtout comme l’œuvre principale de Madden. La première pierre est posée le 30 avril 1827, mais la construction s’arrête rapidement en raison d’un manque de fonds.
L’archevêque Kelly prend beaucoup sur lui pour la construction de la cathédrale. Madden quitte soudainement le projet en 1829, à l’annonce que le chancel prévu serait réduit de taille par manque de financements. Pendant un temps, le comité de construction de la cathédrale supervise lui-même le travail, jusqu’à l’arrivée de Marcus Murray. La cathédrale est achevée sur des plans modifiés. Le fils de Murray, William, sera responsable de la tour, du grand autel et du portail. L’archevêque Kelly embauche en 1832 l’artisan Michael O’Connor, du 80 Dame Street à Dublin, pour « préparer un magnifique vitrail pour la fenêtre Est, qui coûtera 240 £ ».
L’archevêque Kelly verra la cathédrale couverte avant sa mort en 1834, mais comme tout n’était pas encore achevé, son successeur John MacHale (1791 † 1881) est fait archevêque dans l’ancienne pro-cathédrale. Il supervise la construction de la tour et consacre la cathédrale terminée le 18 août 1837. Le coût total, estimé à la fin de décembre 1837, s’élève à 14 204 £.

### Ornements
La cathédrale est construite en pierre calcaire, dans un style gothique décoré. La tour ouest à trois niveaux mesure 43 m de haut et est surmontée de huit pinacles. La cloche de la tour est installée en 1859. Il y a six tourelles à base carrée aux angles de la cathédrale, chacune se terminant par un parapet octogonal et huit petites flèches. La tour principale domine les alentours.
À l’intérieur, la cathédrale est très similaire à celle de Ballina, du même architecte, aux exceptions de la fenêtre est — plus large — et des clés de voûtes plus élaborées. La nef mesure 20 m de profondeur et possède cinq travées ; elle est séparée des collatéraux par des piles octogonales de pierre calcaire qui soutiennent une voûte en croisée d’ogives avec des clés fleuries ; le plafond original a été abattu en 1929–1931 et recopié à l’identique, au cours d’une grande restauration ayant coûté 20 000 £.
Les vitraux ont été réalisés par Joshua Clarke († 1921) de l’atelier Harry Clarke. Le vitrail le plus travaillé (1860), derrière l’ancien autel aujourd’hui démoli, est de Michael O'Connor (1801 † 1867). La statue de l’archevêque McHale à l’extérieur de la cathédrale est de Sir Thomas Farrell (1827 † 1900).
Un nouvel orgue électrique de Compton de Londres intègre des éléments de l’ancien, commandé en 1870 à Bevington et détruit par des grosses vrillettes en 1933.

### Restaurations
La restauration initiale du chœur et du sanctuaire a eu lieu en 1969, à la fin de l’épiscopat de l’archevêque Walsh (1940–1969). Le baldaquin à l’italienne au-dessus de l’ancien autel, les deux autels du transept et le pupitre  ont été supprimés. Le grand autel de marbre (dessiné, avec le baldaquin et le tabernacle, par Leonardi de Rome) a été déplacé sur un dais à la croisée du transept, et les fonts baptismaux ont été déplacés. Une nouvelle cathèdre de l’artisan local Al O'Dea a été installée. 
Une restauration supplémentaire a eu lieu en 1992. La cathédrale a été entièrement repeinte et retravaillée, et l’aire du sanctuaire réorganisée. Un nouveau jubé a été érigé derrière l’autel, transformant le chœur tronqué en une sacristie, et obstruant en partie la fameuse grande fenêtre est de O'Connor. Un nouveau dais de pierre calcaire a été créé, pour mettre en valeur le nouvel autel de granit. 

## Galerie

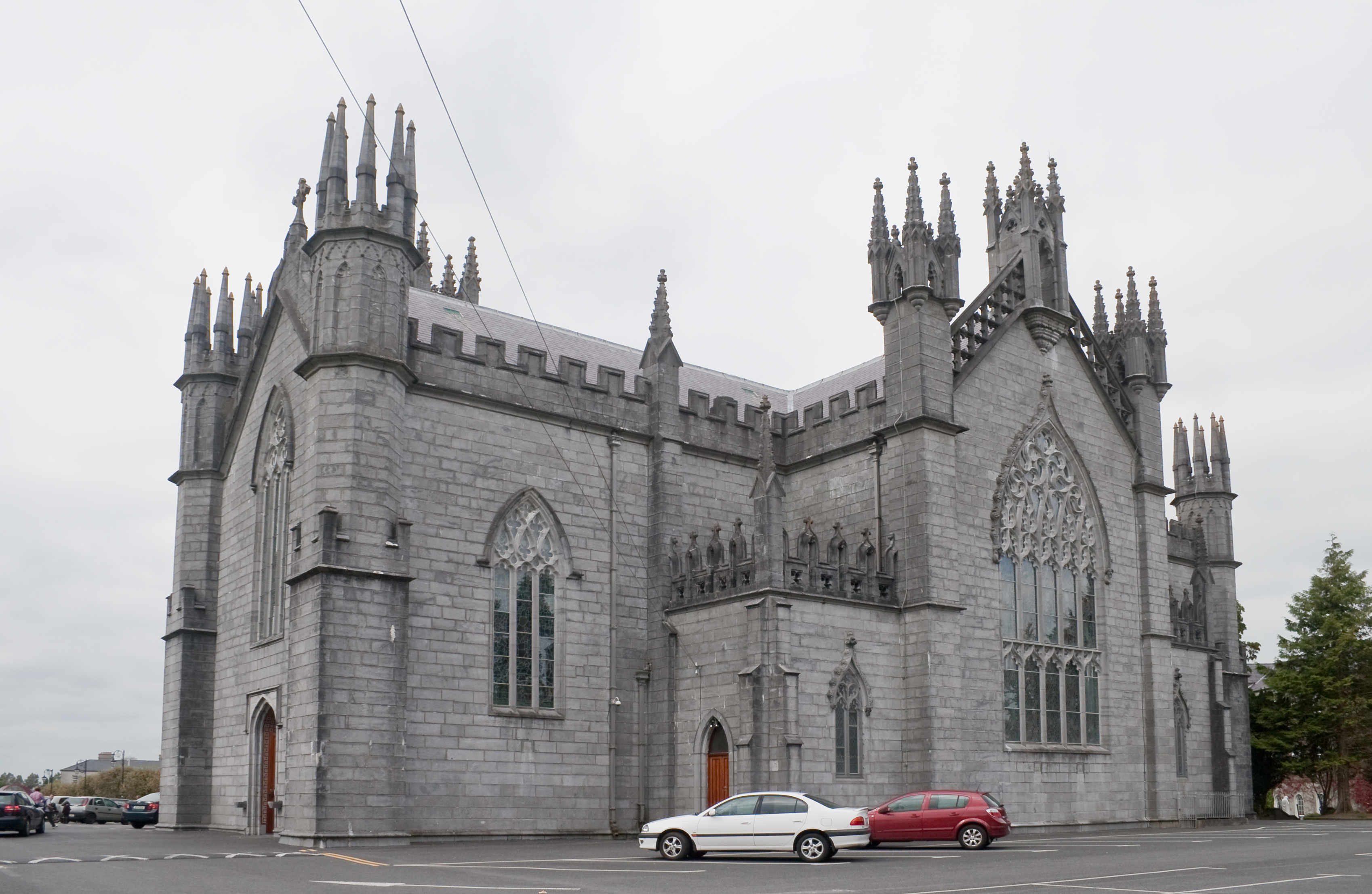
Extérieur de la cathédrale
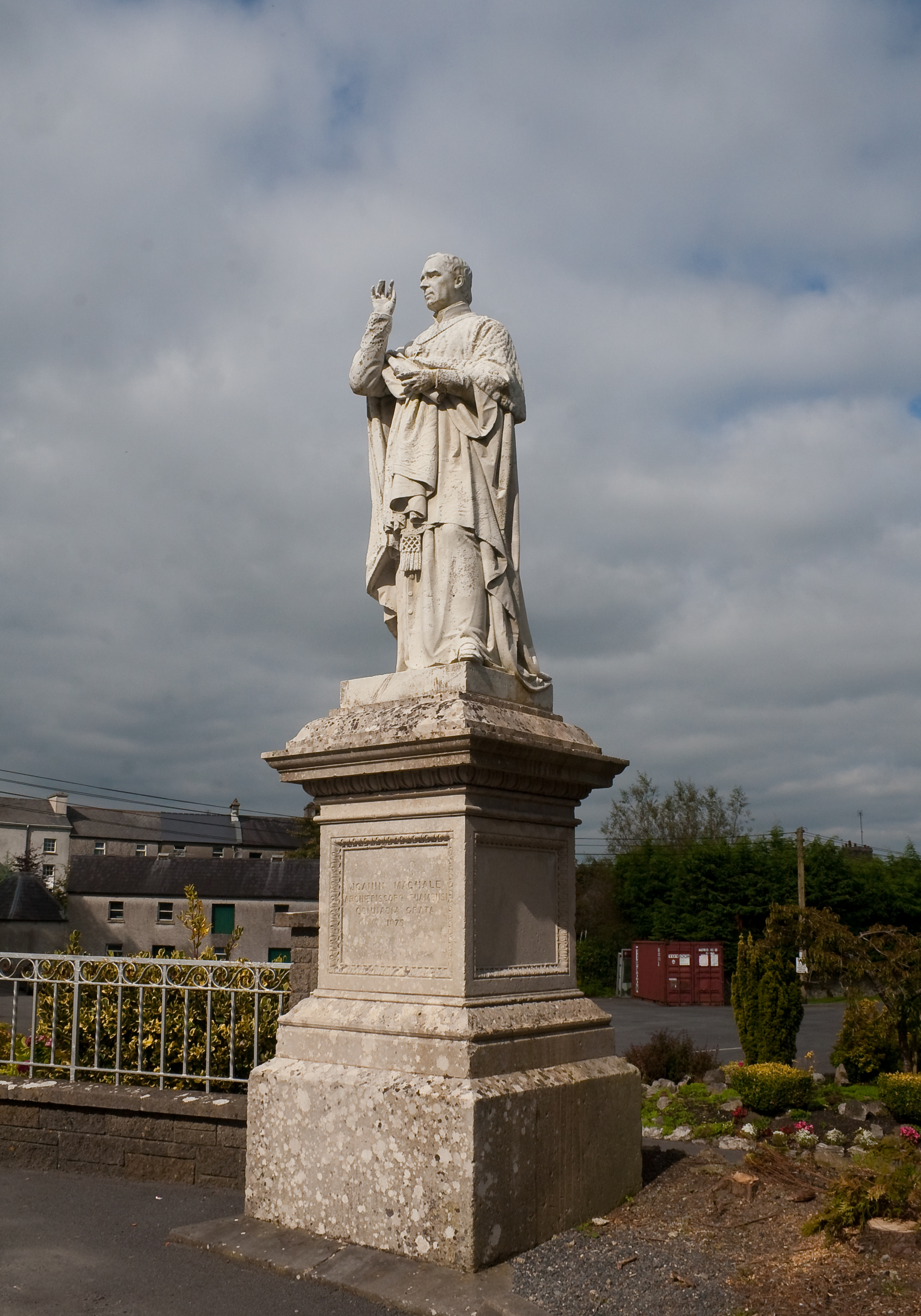
Statue de l’archevêque John MacHale
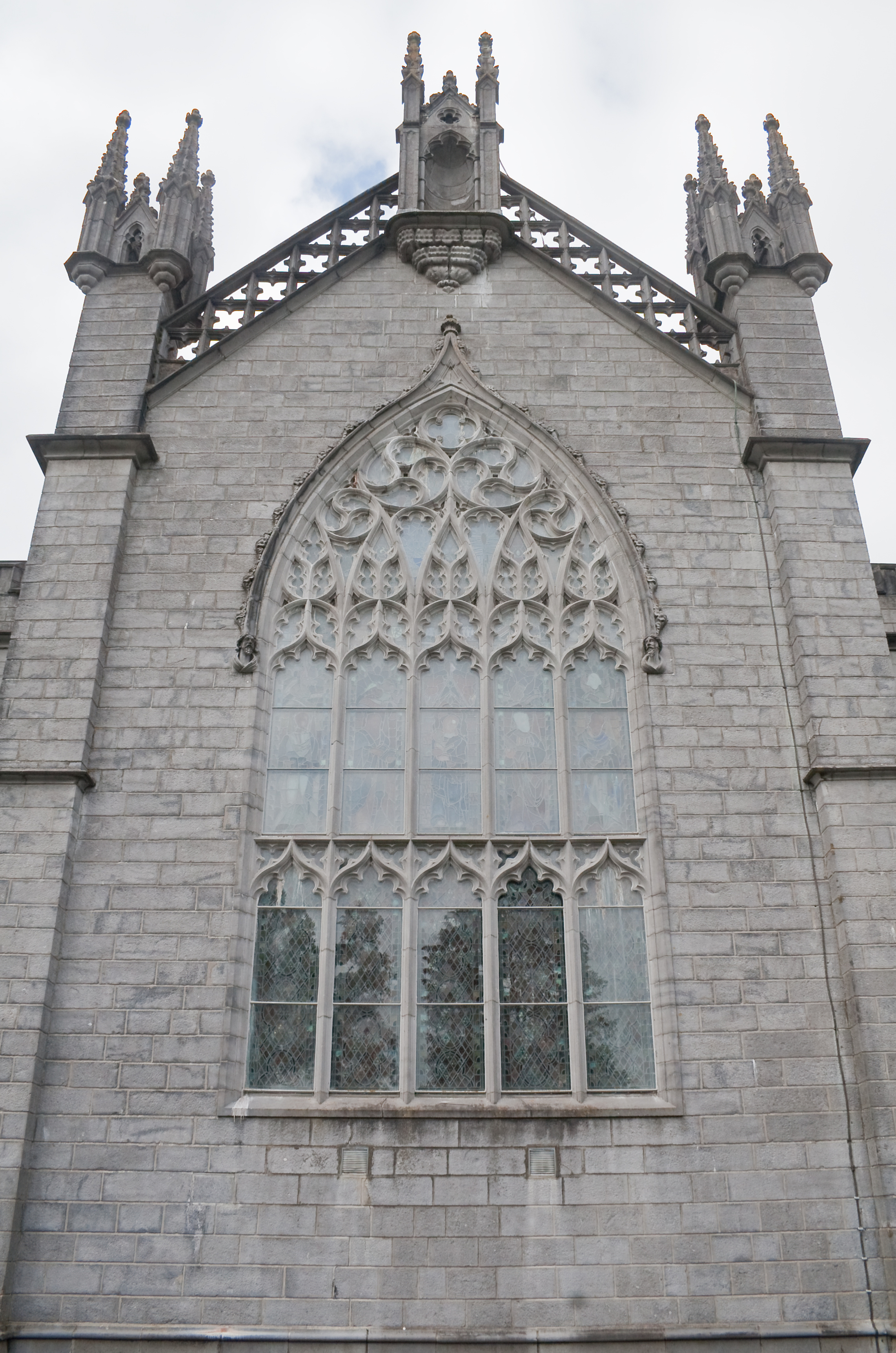
Vue du vitrail depuis l’extérieur
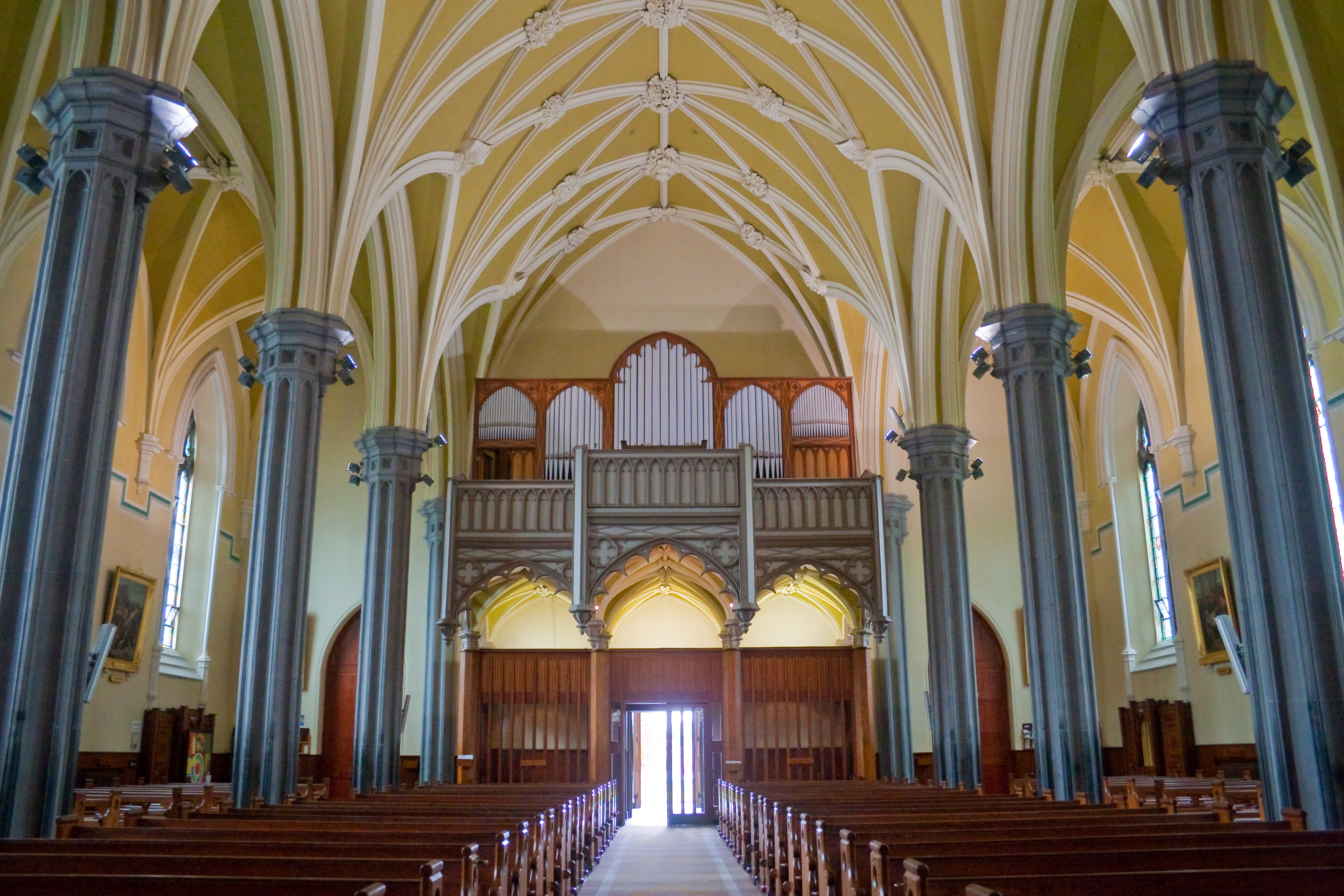
Vue de la nef et de l’orgue, vers l’ouest
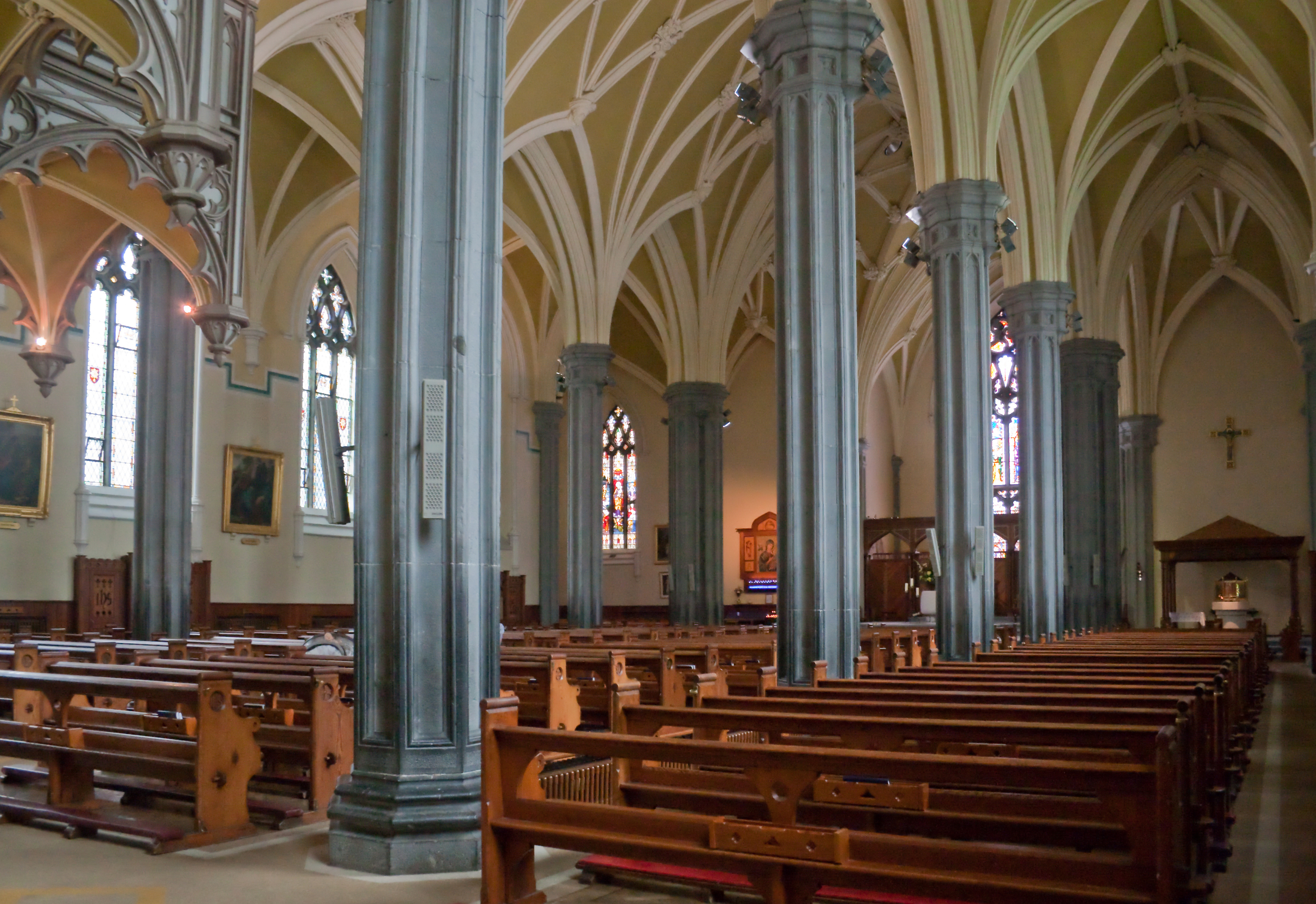
Intérieur de la cathédrale
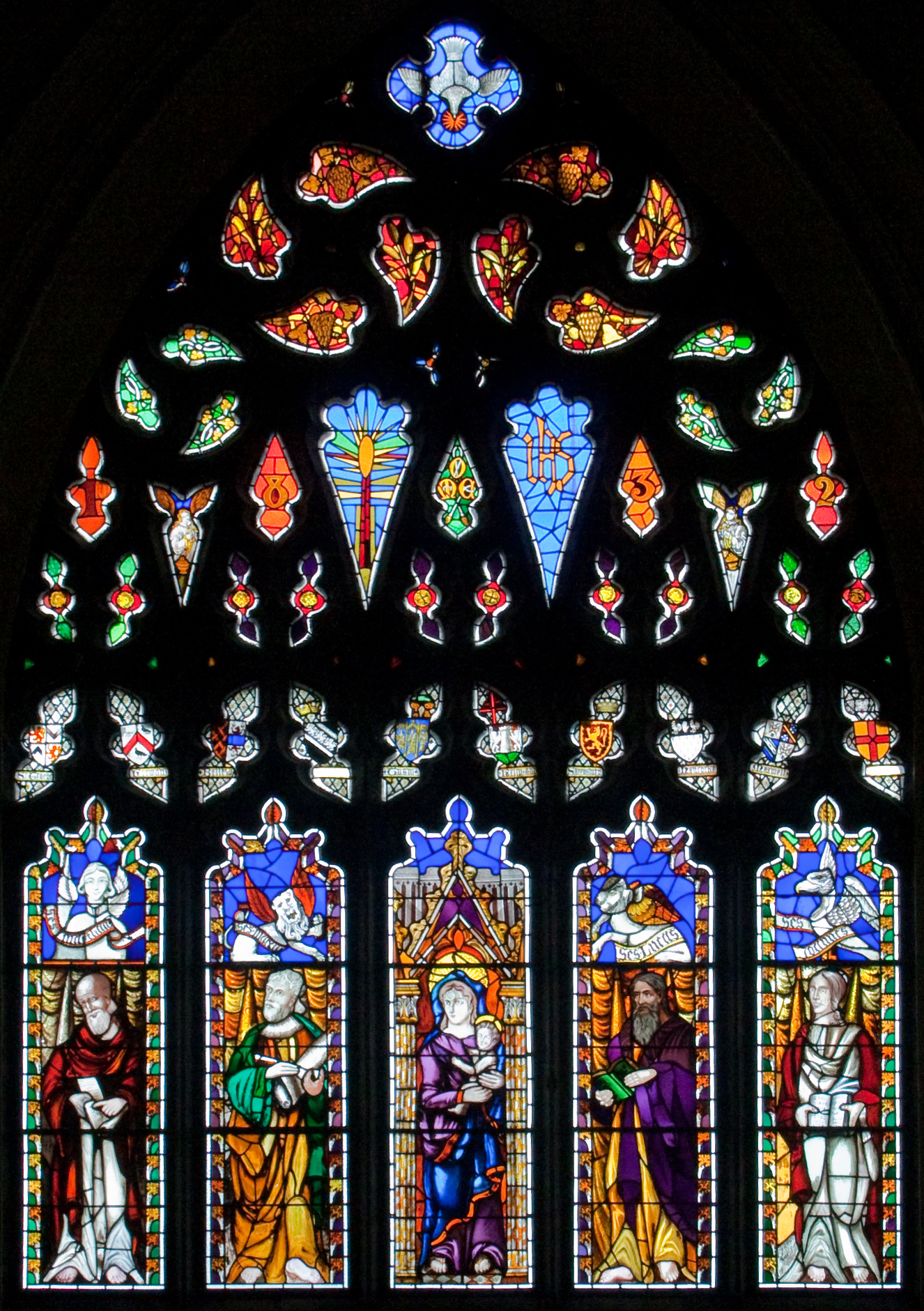
Vitrail de O'Connor

## Source
- (en) Cet article est partiellement ou en totalité issu de l’article de Wikipédia en anglais intitulé « Tuam Cathedral » (voir la liste des auteurs).